# Djamchid

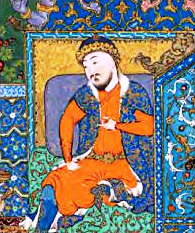
Peinture de Djamchid dans le Grand Shâhnâmeh de Shah Tahmasp.

Djamchid ou  Jamshid (en persan : جمشید / Jamšid) est un prénom masculin iranien. Le nom tire sa popularité du légendaire Chah Djamchid, le 4e et plus grand des premiers chahs de l'humanité dans le Livre des Rois de Ferdowsi. Le nom fut aussi translittéré Jamshid.
Le roi Djamchid de la mythologie perse est basé sur le personnage de Yima Xšaēta dans l'Avesta, texte sacré du zoroastrisme. Yima Xšaēta est lui-même basé sur un personnage héroïque proto-indo-iranien, *Yamas dont le Yama vedique dérive lui aussi. Dans l'Avesta, Yima était le fils de Vivaŋhat, qui correspond dans les Vedas à Vivasvat, « celui qui rayonne », une des divinités du soleil.

## Étymologie
Le nom Jamshid est à l'origine composé de deux parties; Jam et shid, correspondant aux noms avestiques Yima et Xšaēta, dérivé du proto-iranien Yamah Xšaitah. Yamah. C’est une personnalité mythique qui possède comme particularité d’être incontestablement commune à l’Iran et à l’Inde : son nom est identique (sanscrit Yamá, avestique Yima, « jumeau ») Par l'intermédiaire de changements phoniques réguliers (y → j et la perte de la dernière syllabe) le nom devint Jam en persan. Cependant, en persan plus tardif, jam signifie « pur »[réf. nécessaire].
Le mot Jam n'est pas lié au mot arabe ʿajam « étrangers, non-arabes », qui s'écrit à l'aide de la lettre ʿ, ʿAyn.
Xšaitah signifie « brillant, lumineux ». Par des changements phoniques réguliers, (initial xš → š (sh); ai → ē; t → d entre les voyelles et l'abandon de la dernière syllabe) xšaitah devint shēd en persan. Dans les variantes occidentales du persan, la voyelle ē s'est transformée en i. Par conséquent, Jamshēd, qui est encore prononcé ainsi au Tadjikistan, est maintenant prononcé Jamshid en Iran. Le suffixe -shid est le même que celui qui est trouvé dans d'autres noms persans tels que khorshid (« le soleil », à l'origine, « le soleil radieux », en avestique hvarə-xšaēta).

## Origine
Yima est probablement originellement un ancien dieu-lune indo-européen. Selon Jean Haudry, le récit de Yima coupé en deux par son frère Spityura serait une image de la demi-lune.
L'origine lunaire est à la base de l'ambiguïté du personnage de Yima qui est le roi de l'âge d'or, mais qui, à trois reprises, perd son charisme xwarnah à la suite d'une faute. Un passage de traduction incertaine de l'Avesta ancien laisserait entendre qu'il est accusé d'avoir sacrifié la vache et d'en avoir consommé la chair,.

## Yima dans l'Avesta
Les citations dans le paragraphe qui suit sont tirées de la traduction du Vendidad de James Darmesteter , telle qu'elle a été publiée dans l'édition américaine de 1898 de Sacred Books of the East ("Livres sacrés de l'orient") par Max Müller
Les deux récits qui lui sont consacrés dans l’Avesta récent, le Vīdēvdād 2 et quelques strophes du Yašt 19, exposent des motifs a priori antagonistes : le premier le présente dans son heure de gloire comme le confident de la divinité suprême Ahura Mazdā, tandis que le second relate l’épisode de sa déchéance survenue à la suite d’une « faute ». La doctrine iranienne des âges du monde fournit une explication à ces motifs,.
Yima, dans la mythologie zoroastrienne, est, ainsi, le fils de Vivanghat ainsi que le premier homme mortel à pouvoir converser avec le grand dieu Ahura Mazda. 
Dans le deuxième chapitre du Vendidad de l'Avesta, le créateur omniscient Ahura Mazda demande à Yima, un bon berger, de recevoir sa loi et de l'amener aux hommes. Cependant, Yima refuse et Ahura Mazda le charge donc d'une autre mission : régner sur la terre et la nourrir, s'assurer que les êtres vivants prospèrent. Yima accepte celle-ci, et Ahura Mazda lui présente un sceau d'or et une dague incrustée d'or.
Yima règne comme roi pendant 300 ans, et bientôt la terre était pleine d'hommes, de troupeaux d'animaux et d'oiseaux. Ahura Mazda lui rend visite une nouvelle fois, le mettant en garde sur la surpopulation. Yima, resplendissant, fit face au sud et pressa le sceau d'or contre la terre et enfonçant dans celle-ci le sceau dit : « Ô Spenta Armaiti, ouvre cette terre et gonfle-la afin de supporter les troupeaux ».
La terre gonfla et Yima régna pendant 600 autres années avant que le même problème ne se répète. Encore une fois, il pressa le sceau et la dague contre la terre et lui demanda de gonfler pour supporter plus d'hommes et la terre gonfla encore. 900 ans plus tard, la terre était de nouveau pleine. La même solution est employée et la terre gonfla encore.
La partie suivante de l'histoire raconte la rencontre de Ahura Mazda et des Yazatas dans l'Airyanem Vaejah, le premier des mondes parfaits. Yima y assiste avec un groupe du "meilleurs des mortels", et Ahura Mazda le prévient d'une catastrophe imminente : « Ô Juste Yima, fils de Vivaŋhat! Sur le monde matériel sont près de tomber les mauvais hivers, qui amèneront le féroce et mortel froid; sur le monde matériel s'abattront les mauvais hivers, qui feront tomber la neige à gros flocons, et même d'un arədvi d'épaisseur sur les plus hauts sommets des montagnes ».
Ahura Mazda conseille à Yima de construire un vara (abri en avestique) sous forme d'une caverne enterrée « long d'une course de cheval sur chacun des quatre côtés » ; et de la fournir en eau et vivres récoltés l'été précédent. Cela afin de la peupler des plus résistants des hommes et des femmes, ainsi qu'un mâle et une femelle de chaque animal, oiseau et plante. Yima créé le Vara en écrasant la terre sous son pied puis en la modelant comme le ferait un potier. Il crée des villes et des bâtiments et amène environ 2000 hommes pour y vivre. Il crée la lumière artificielle et finalement scelle le Vara avec un anneau d'or.

## Djamchid de la mythologie perse
Au cours du temps, le héros avestique Yima Xšaēta devint Djamchid, le Shah régnant sur le monde de la légende et de la mythologie perse.
D'après le Livre des Rois du poète Ferdowsi, Djamchid était le quatrième roi du monde. Il commandait aux anges et aux démons du monde et était à la fois roi et grand prêtre de Hormozd (Ahura Mazda en moyen persan). Il fut responsable de nombreuses inventions qui rendirent plus sûre la vie des hommes : la fabrication des armes et des armures, le tissage et la teinte de laine, de soie et de chanvre, la construction de maisons de briques, la recherche des joyaux et des métaux précieux, la fabrication des parfums et la navigation des eaux du monde. Le sudreh et le kushti du zoroastrisme lui sont aussi attribués. Des hommes vêtus de peaux de bêtes vivant au temps de Kayumars, l'humanité avait atteint le niveau du grande civilisation au temps de Djamchid.
Djamchid divisa le peuple en 4 groupes :
- les prêtres, qui s'occupaient de la vénération de Hormozd
- les guerriers, qui protégeaient les gens par le pouvoir de leurs armes
- les fermiers, qui faisaient pousser le grain nourrissant le peuple
- les artisans, qui produisaient des biens pour faciliter la vie des gens.

Djamchid était alors devenu le plus grand monarque que la terre ait jamais porté. Il lui fut accordé le Farr (pour l'Avesta : le Khvarenah (en)), une splendeur radieuse qui brillait autour de lui en signe de faveur divine. Un jour, il s'assit sur un trône recouvert de joyaux et les dives qui le servaient ont levé son trône en l'air et il vola dans le ciel. Ses sujets, toutes les personnes du monde, l'admirèrent et le prièrent. En ce jour, qui était le premier du mois de Farvardin, ils célébrèrent Nawrōz ("nouveau jour"). Certains zoroastriens appellent encore aujourd'hui ce jour Jamshēd-i Nawrōz.
On dit de Djamchid qu'il possédait une coupe à sept anneaux magiques, la coupe de Djamchid, qui était remplie d'élixir d'immortalité et lui servait à observer l'univers.
Persépolis, connue pendant des siècles (depuis 1620) sous le nom de Takht-i Jamshēd, le "Trône de Djamchid", fut prise à tort pour la capitale de Djamchid. Cependant, Persépolis était la capitale des rois Achéménides et fut détruite par Alexandre le Grand.
Djamchid régna pendant 300 ans. Pendant son règne, la longévité augmenta, les maladies furent bannies et la paix et la prospérité régnaient. Mais la fierté de Djamchid grandit avec son pouvoir, et il commença à oublier que tous les bienfaits de son règne venaient de Dieu. Il se vanta auprès de son peuple pour dire que toutes les bonnes choses venaient de lui seul, et demanda à ce qu'on lui accorde des honneurs divins, comme s'il était le créateur.

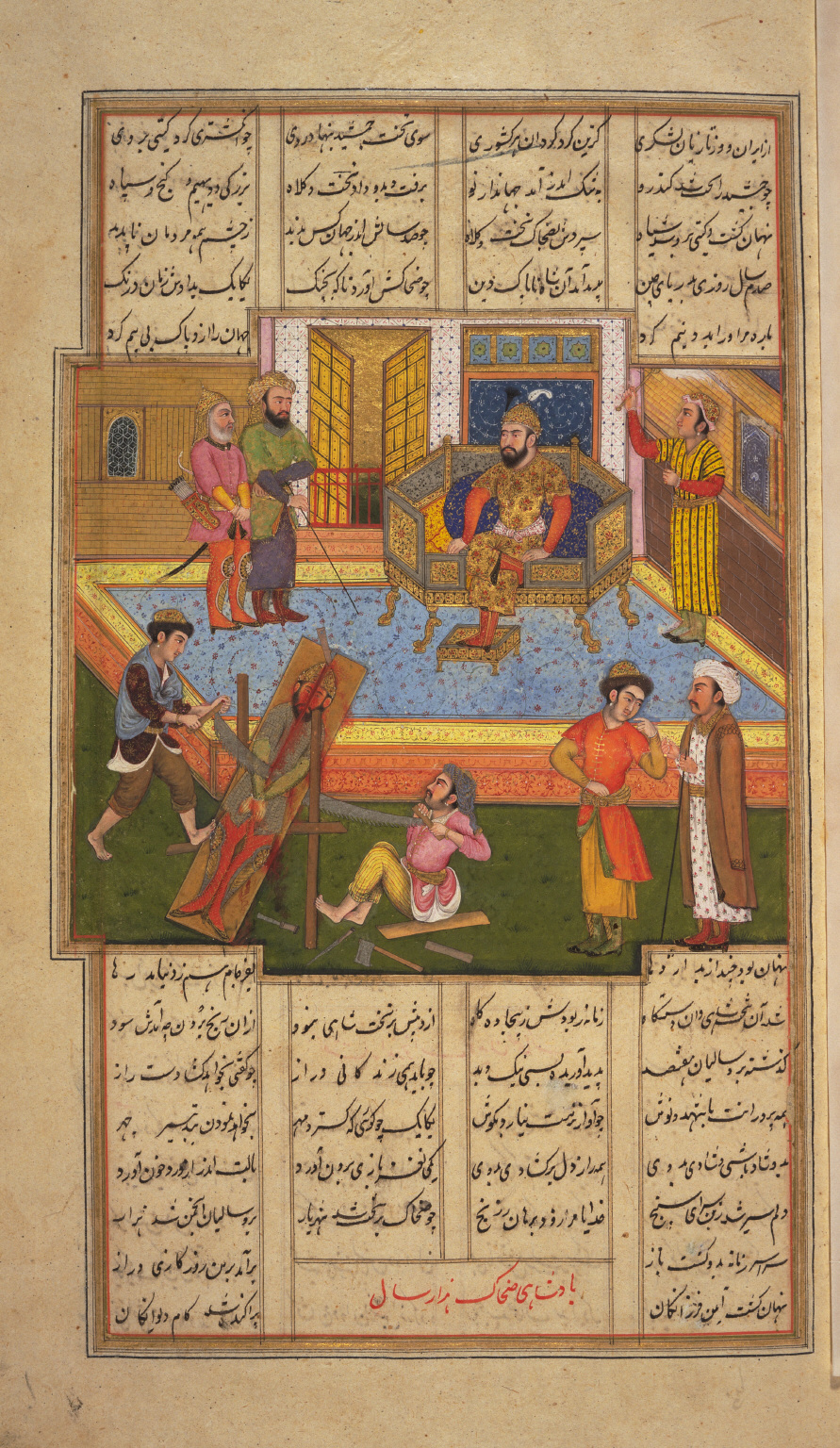
Après avoir perdu le Farr, Djamchid est exécuté par Zahhak. Illustration d'un manuscrit du Shâhnâmeh.

À partir de ce moment, le Farr ne brilla plus autour de Djamchid - il s'envola au ciel sous la forme d'un oiseau - et le peuple commença à se rebeller contre lui. Djamchid se repentit, mais sa gloire ne lui revint jamais. Le vassal qui régnait sur l'Arabie, Zahhāk, sous l'influence d'Ahriman lui fit la guerre et fut bien accueilli par de nombreux sujets insatisfaits. Djamchid fuit alors sa capitale et parcourut la moitié du monde, mais il fut finalement rattrapé par Zahhak qui le fit tuer brutalement. Après un règne de 700 ans, l'humanité redescendit des hauteurs de la civilisation pour rentrer dans un âge sombre. C'est Fereydoun, descendant direct de Djamchid, qui reprendra ensuite les rênes du pouvoir en régnant positivement. 

### Djamchid dans la tradition musulmane
L'exégète du IXe siècle Tabarî évoque Djamchid à deux reprises dans La Chronique.
La première évocation de Djamchid est dans la réponse à la question : « Quel fut le premier homme qui introduisit le culte des idoles ? ». Cette question, avec 27 autres questions, aurait été posée par les Juifs à Mahomet pour décider s'il est un véritable prophète. À cette question, Mahomet aurait répondu :
« Le culte des idoles vint du roi Djemschîd. La cause de cela fut que Djemschîd était ce roi qui s'était emparé de la souveraineté de tout l'univers. Or Djem signifie, en langue persane, une chose que rien ne surpasse en beauté. Partout où Djemschîd allait. L'éclat qui sortait de sa personne se réfléchissait sur les portes et sur les murailles. Il posséda l'empire pendant mille ans, et pendant ces mille ans il ne fut pas un seul instant incommodé ou malade. »
Iblis vient tenter Djamchid en se faisant passer pour un ange et lui dit qu'il est le Dieu de la terre et du ciel. Djamchid demande une preuve de cette assertion. Iblis donne pour preuve :
1. Tu me vois, bien qu'aucune créature ne puisse voir un ange
2. Voilà que depuis mille ans tu n'as pas eu de maladie et tus n'as jamais été vaincu

Djamchid accepte ces deux « preuves » et demande à Iblis de lui donner le moyen d'aller au ciel. Iblis lui dit de faire un grand feu et de convoquer la population et de leur dire :
« Je suis Dieu; quiconque se prosternera devant moi et m'adorera pourra se retirer; et quiconque ne voudra pas le faire, je le brûlerai dans ce feu. »
Ensuite Djamchid fait fabriquer cinq idoles qu'il fait placer dans cinq provinces afin que les habitants se prosternent devant elles. Djamchid meurt peu après. Les idoles ont pris le nom des lieutenants de Djamchid qui les avaient érigées : Yaghûth, Sûwa`, Ya`ûq, Wadd et Nasr. Ces cinq noms d'idoles sont ceux qui sont cités dans le Coran dans la sourate LXXI (Noé, 22-24). D'après le Coran, l'adoration de ces idoles a valu aux hommes le châtiment du Déluge.

## Jamshid dans l'histoire
Le nom Jamshid fut aussi porté au cours de l'histoire par plusieurs monarques, certains plus célèbres que d'autres. Les personnages ayant porté ce nom incluent :
- Sultan Jamshid, quatorzième roi du Cachemire. Jamshid succéda à son père Shamsu'd-Din mais ne régna que 14 mois avant de tomber avec son frère. Dans un affrontement armé qui s'ensuivit dans le village de Vantipore, Sultan Jamshid fut défait, après quoi son frère Sultan 'Alau'd-Din monta sur le trône en 1347.

- Sultan Jamshid (Sultan Jamshid Qutb, Shah de Golkonda (règne : 1543-50) était un monarque légendaire de Qutb Shahi, une dynastie chiite du Deccan. Le père de Jamshid était Sultan Quli Qutb Shah était le premier Shah de la dynastie et vécut jusqu'à plus de 90 ans. La rumeur dit que son fils Jamshid était si impatient de prendre le pouvoir qu'il fit poignarder son père à mort pendant qu'il était en train de prier dans une mosquée. Sultan Jamshid laissa une très jolie tombe octogonale à dôme comme témoignage de son règne.

- Sultan Sayyid Jamshid bin 'Abdullah, Sultan de Zanzibar, 1963-1964 (né à Zanzibar, le 16 septembre 1929) fut destitué à la suite de la révolution de Zanzibar en 1964.

## Publications
- Cantera, A., « Yima, son vara- et la daēnā- mazdéenne », in Azarnouche, S. & Redard, C. (éd.), Yama/Yima. Variations indo-iraniennes sur la geste mythique, Paris, 2012c, p. 45–66.
- Samra Azarnouche, « Séjour de Jam en enfer », Yama/Yima : Variations indo-iraniennes sur la geste mythique, in S. Azarnouche et C. Redard (éd.), Paris, De Boccard, 2012, (Publications de l’Institut de civilisation indienne, 81), p. 29-44
- Pierre Lecoq, Les livres de l’Avesta. Textes sacrés des Zoroastriens, Paris, Éditions du Cerf, 2016, 1366 p.[7]

#### Lectures
- 2e Fargard traduction du Vendidad par James Darmesteter
- L'âge héroïque en Perse (en)

#### Informations
- Notices d'autorité :   - VIAF
  - BnF (données)
  - IdRef
  - GND